# Исламское государство в Ливии
Исламское государство в Ливии (араб. تنظيم الدولة الإسلامية في ليبيا‎) — военизированное террористическое подразделение Исламского государства в Ливии под тремя отделениями: провинции Феццан (араб. ولاية الفزان‎ولاية الفزان, Вилаят Феццан) в пустыне к югу, провинции Киренаики (араб. ولاية البرقة‎ولاية البرقة, Вилаят Барка) на востоке, и Триполитании провинции (араб. ولاية الطرابلس‎ولاية الطرابلس, Вилаят Тарабулус) на Западе. Ячейки были сформированы 13 ноября 2014 года, после принесения присяги лидеру ИГ Абу Бакр аль-Багдади от ливийских боевиков. Рост своей ячейки в Ливии рассматривается ИГ и её сторонниками в качестве модели для расширения ИГ за пределами Ирака и Сирии.

## Предыстория
В 2011 году после свержения и убийства полковника Муаммара Каддафи в ходе Гражданской войны в Ливии, многие боевики отправились в Сирию, чтобы сражаться вместе с военизированными группировками, которые вели боевые действия против Башара Асада и его сторонников в Гражданской войне в Сирии. В 2012 году одна группа ливийцев, воюющая в Сирии, объявила о создании бригады Баттар. Эта группа позже принесёт Байу (присягу) ИГ и будет бороться за Исламское государство в Ираке и Сирии.
В начале 2014 года до 300 ветеранов бригады Баттар вернулись обратно в Ливию. В Дерне они образовали новую фракцию под названием Исламский молодёжный Совет Шуры, который начал вербовку боевиков из других местных группировок. В течение следующих нескольких месяцев они объявили войну в Дерне любому, кто выступал против их идей, убивая судей, гражданских лидеров и других оппонентов, в том числе и местных боевиков, которые отреклись от своих идей.
В сентябре 2014 года прибыла делегация ИГ, которая была отправлена руководством группы в Ливию. Представителями делегации были: Абу Набиль аль-Анбари, старший помощник аль-Багдади, Абу Хабиб аль-Язрави из Йемена и Абу Аль-Бара Эль-Азди из Саудовской Аравии, боевик и проповедник из Сирии. 5 октября 2014 года представители Исламского молодёжного Совета Шуры и воинствующих фракций объединились и принесли клятву в верности ИГ. После церемонии принесения клятвы более 60 пикапов, наполненных бойцами, курсировали по городу в параде. Второй более официальный приём с участием большего выбора фракций состоялся 30 октября 2014 года, когда боевики собрались, чтобы заявить о своей верности Абу Бакру аль-Багдади на городской площади.
13 ноября 2014 года аль-Багдади выпустил аудиозапись, в которой он принял заверения в верности (Байи) от своих сторонников в пяти странах, включая Ливию, и объявил о расширении своей группировки на этих территориях. Он объявил о создании трёх «провинций» (вилаятов) в Ливии: Вилаят Феццан (регин Феццан в пустыне к югу), Вилаят Барка (регион Киренаика на востоке), и Вилаят Тарабулус (регион Триполитания на западе страны).

## Нападения и экспансии по всей Ливии

Территории с наибольшей концентрацией боевиков ИГ в Ливии в начале 2016 года

После создания ИГ в Ливии, они заявили о своём присутствие в Аль-Байде, Бенгази, Сирте, Хомсе и Ливийской столице Триполи. В группе ИГ в Киренаике было около 800 бойцов и полтора десятка лагерей в Дерне и его окраинах. ИГ также имела большие удобства для своей деятельности в районе Эль-Ахдар в Северной Африке, где боевики проходили боевую подготовку.
В декабре 2014 года боевики совершили нападения на нефтяные объекты и международные отели, проводили массовые расстрелы и пытались захватить как можно больше ливийской территории. Группировка входила в тактические союзы со связанными с Аль-Каидой группировками, которые формально не приносили присягу в верности им, такие как ячейка группировки Ансар аш-Шариа в Бенгази, члены их Тунисской ячейки и группировка Аль-Каида в странах исламского Магриба. 30 марта 2015 года шариатский правоведник из Ансар аш-Шариа по имени Абу Абдалла аль-Либи присягнули на верность ИГ, ряд членов группы перешли к ИГ вместе с ним.
Жители города Сирт были верными правительству Муаммара Каддафи, и понесли огромный урон в конце 2011 года во время осады города сторонниками Переходного национального совета Ливии во время Гражданской войны. Позже, став пристанищем боевиков исламистских группировок, таких как Ансар аш-Шариа, ИГ официально объявил своё присутствие в Сирте в начале 2015 года, проведя парад автомобилей по городу и объявив её частью своего халифата. Боевики Ансар аш-Шариа были в замешательстве перед этим фактом, но тем не менее, большинство их членов решили дезертировать и вступить в ИГ. ИГ постепенно установило в Ситре законы строгого шариата, сначала сосредоточившись на формировании лояльности и верности населения к ним. В августе 2015 года в городе стали соблюдать исламский дресс-код более решительно, так как началось проведение наказаний за неповиновение, такие как распятие и бичевание. В том же месяце в Сирте начали образовываться группы по противодействию захвата ИГ, с участием салафитов и бывших членов сил безопасности, они начали нападать на силы ИГ. ИГ быстро ввело подкрепление извне Сирта и восстание было быстро разгромлено, в СМИ утверждали, что десятки или сотни жителей Сирта погибли после попытки освободиться.
ИГ начали укреплять свою власть в Сирте, увеличивая усилия по государственному устройству и используя город как базу для расширения своей территории. Так, боевиками ИГ из Сирта были захвачены соседние города Нофалия и Харава. Они также захватили контроль над местными авиабазами и важными объектами инфраструктуры, такие как электростанции и часть оросительного проекта Великой рукотворной реки. В начале 2016 года в городе насчитывалось около 1500, в основном иностранных, боевиков и вице-адмирал Клайв Джонстон, командующий Союзным морским командованием НАТО предупредил, что боевики ИГ стремятся построить морской потенциал, из-за которого они смогут производить атаки в Средиземном море на туристические и транспортные суда.
В это время группировка потерпела неудачи в других частях Ливии, в том числе в Дерне, Бенгази, и Сабрате. В июне 2015 года в Дерне вспыхнули столкновения между ИГ и сторонниками Совета Шуры моджахедов в Дерне при поддержке ливийских ВВС, которые нанесли большие потери с обеих сторон и привели силы ИГ к изгнанию из опорных пунктов глубже в город в следующем месяце. В ноябре 2015 года от воздушного удара США погиб лидер ИГ в Ливии Абу Набиль аль-Анбари. Ему на смену пришёл Абдул Кадер ан-Наджди. В начале 2016 года, Халифом Хафтаром, верховным главнокомандующим Ливийской национальной армией при поддержки французских спецназовцев, захватили часть города Бенгази, который был под контролем ИГ в течение нескольких месяцев. В феврале 2016 года, воздушные удары США были нацелены на тренировочный лагерь ИГ возле Сабрата, погибли более 40 человек, в том числе члена ИГ по имени Нуреддин Чушана, связанного с терактом в Сусе в 2015 году, а также двух сербов, похищенных ИГ в 2015 году.
В декабре 2016 года, после 7-месячной битвы за Сирт, ИГ было зачищено в городе ливийскими силами, при поддержке авиаударов США. Группа отступила в пустынные районы к югу от Сирта, и стала в основном время от времени нападать на ливийские силы и местную инфраструктуру. В январе 2017 года, авиаударами США по базам ИГ в 25 милях к юго-западу от Сирта было убито более 80 боевиков.
В декабре 2017 года лидер ИГ Абу Бакр аль-Багдади приказал оставшимся боевикам сконцентрироваться на Ливии, чтобы компенсировать потерянные территории в Сирии и Ираке.

### Иностранные боевики
Ливийская разведка утверждала в начале февраля 2016 года, что Исламское государство вербует боевиков из беднейших стран Африки, включая Чад, Мали и Судан. ИГ предлагает якобы высокую заработную плату по сравнению со средней заработной платой в их регионах. Многие из будущих бойцов въезжают в Ливию, используя существующие нелегальные маршруты для нелегальной провозки людей, используемые африканскими мигрантами, направляющимися в Европу.

### Пропагандистская кампания
Медиа-бюро в провинции Киренаика (Вилаят Барка) опубликовало фотографии и другие материалы, показывающие здания с символикой ИГ, террористов смертников, парады, и принесения клятвы верности для Абу Бакра аль-Багдади. Репортёр Нью-Йорк Таймс, который побывал в окрестностях Сирта обнаружил, что ИГ захватили местную радиостанцию, и все четыре местные радиостанции используются для передачи исламских проповедей.
Ячейка ИГ в Ливии пригрозила, что облегчит проезд тысяч мигрантов, для дестабилизации Европы, если она подвергнется нападению.

### Законы
Билборды наставляющие женщинам, как одеваться в соответствии с ИГовским толкованием шариата были возведены в Сирте в июле 2015 года. Афиша дала список ограничений на одежду для женщин. Были введены запреты на тонкие хиджабы, покрывающие не всё тело, он должен быть просторным, не должен быть привлекательным и походить на мужскую одежду, и одежду «неверных», не должен быть декоративным, также не должен подвергаться парфюмерии.

## Нарушения прав человека и обвинения в военных преступлениях
В конце 2014 года, Дерна была полностью под контролем ИГ, чёрный флаг ИГ развивался над правительственными зданиями, он был изображён на полицейских машинах, а местный футбольный стадион используется для публичных казней. В докладе Human Rights Watch ИГ было обвинёно в военных преступлениях и нарушениях прав человека, которые включают террор жителей при отсутствии государственной власти и правопорядка. Human Rights Watch задокументировала 3 явных казней без надлежащего судебного разбирательства и как минимум 10 публичными порками Исламским молодёжным Советом Шуры, который присоединился к ИГ в ноябре 2014 года. Они также задокументировали обезглавливание трёх жителей Дерны и 250 убийства судей, государственных чиновников, сотрудников силовых структур, журналистов и других, без публичных расследований.
Под присмотром ИГ, женщины чаще стали носить никаб, а молодёжь, пойманная за распитием спиртных напитков, подвергалась порке. Изменения в образовании включали разделение мужчин и женщин, и удаление истории и географии из школьной программы.

## Заявленные и подозреваемые теракты ИГ
- В декабре 2014 года, были найдены обезглавленные тела Мохаммада Батту и Сирака Ката, правозащитных активистов, похищенных в Дерне 6 ноября 2014 года[54].
- Вилаят Киренаика является главным подозреваемым в взрыве шахида 12 ноября 2014 года в Тобруке, который убил одного и ранил 14 человек[14][55].
- 13 ноября 2014 года близ посольства Египта и ОАЭ в Триполи взорвались бомбы, никто не пострадал. Связанный с ИГ аккаунт в Twitter высказался о ответственности местной группы ИГ за взрывы[56].
- В январе 2015 года группа террористов в Киренаике опубликовала фотографии с похищенными в сентябре 2014 года журналистами[57].
- 27 января 2015 года было совершено нападение на отель «Коринтия» в Триполи с участием огнестрельного оружия и джихад-мобилей, убито около 20 человек[58][59].
- 3 февраля 2015 года, вооружённые люди, назвавшие себя представителями ИГ, штурмовали французско-ливийское нефтяное месторождение в Мабруке, девять охранников убиты[1].
- 15 февраля 2015 года ИГ опубликовало видео с казнью 21 египетских христиан, похищенных ранее в Сирте[60][61].
- 20 февраля 2015 года, группа провела серию взрывов в Эль-Куббахе, взрывы прогремели на АЗС, в полицейском участке и в доме спикера ливийского парламента, всего умерло около сорока человек[62].
- 24 марта 2014 года джихад-мобиль взорвался на КПП в Бенгази, погибли 5 солдат и 2 гражданина[63].
- 5 апреля 2015 года шахид взорвался на КПП близ города Мисрата, погибли 4 и ещё ранены 21[64].
- 13 апреля 2015 года боевики, утверждая верность ИГ, через Twitter взяли ответственность за взрыв у посольства Марокко, жертв от которого не последовало, и также вооружённое нападение на посольство Южной Кореи, от которого погибли двое охранников[65].
- 19 апреля 2015 года было выпущено видео с казнью 30 эфиопских христиан в Ливии. 15 христиан обезглавили, других 15 застрелили в голову[66].
- 27 апреля 2015 года были обнаружены 5 тел с перерезанным горлом в горных лесах. Тела были опознаны как журналисты Ливийского телевидения, которые были похищены ИГ в августе 2014 года[67].
- 9 июня 2015 года правительство США подтвердило факт взятия в плен 86 эритрейских мигрантов Исламским государством к югу от Триполи[68].
- 10 июня 2015 года, вооружённые лица убили двух командиров «Совета Шуры моджахедов в Дерне»[69].
- 7 января 2016 года, ИГ осуществили теракт с грузовиком начинённым взрывчаткой против полицейского учебного центра в Злитене, погибли 60 человек и ранены 200 человек[70].

## Признание в качестве террористической организации
| Страна | Дата                | Источник |
|        | 19 мая 2016 года    | [ 71 ]   |
|        | 28 ноября 2016 года | [ 72 ]   |